# Jacqueline Sato
Jacqueline Hikari Santos Sato (Guarulhos, 21 de setembro de 1988) é uma atriz, apresentadora, dubladora e modelo brasileira.

## Biografia

### Carreira
Começou a sua carreira no final dos anos 1990, como apresentadora no programa "Sessão Super Heróis?" produzido pela CNT. Foi miss Barueri e representou a cidade de Barueri no Miss São Paulo 2008. Além de miss Barueri, ela também é a 1ª Princesa do Miss Festival do Japão 2007. Estreou na televisão como atriz em 2011, na novela Corações Feridos e em 2012, voltou ao cargo de apresentadora na RedeTV! com o programa Encantador de Cães. Transferiu-se para a Rede Globo, no final de 2013, onde interpretou a tatuadora Jessie Tattoo em Além do Horizonte. Participou do seriado Na Mira do Crime em 2014 e em 2015 estará na segunda temporada de Psi como Harumi. Jacqueline teve duas grandes missões no ano de 2016, fazer a Kyoko de Lili, a Ex e Yumi em Sol Nascente que é uma das protagonistas e substituiu a atriz Dani Suzuki. Ganhou sua primeira protagonista em 2018 com o seriado (des)encontros do Canal Sony.
Um estudo genético revela que a atriz tem 50,41% de genes originários do Leste da Ásia, 32,90% da Europa, 11,47% do Oriente Médio e 4,95% do Sul da Ásia. Jacqueline Sato é descendente de alemães, espanhóis, japoneses e portugueses. Em 2020, é contratada pela Rede Bandeirantes para apresentar dois programas: Encantadores de Pets e Bruce Lee: A Lenda.

### Vida pessoal
Filha do empresário Nelson Akira Sato e de Magali Santos Sato, irmã de Anderson Sato e Victor Akira Santos Sato, Jacqueline Sato namorou por mais de 10 anos o publicitário Felipe Souza. Atualmente, namora com o diretor Rodrigo Bernardo com quem conheceu nas filmagens do filme Talvez uma História de Amor.

## Filmografia

### Televisão
| Ano     | Título               | Personagem / Ocupação         | Nota                         | Emissora          |
| ------- | -------------------- | ----------------------------- | ---------------------------- | ----------------- |
| 1999    | Sessão Super Heróis  | Apresentadora                 |                              | CNT               |
| 2012    | Corações Feridos     | Bianca Yokoyama               |                              | SBT               |
| 2012–13 | O Encantador de Cães | Apresentadora                 |                              | RedeTV!           |
| 2013    | Além do Horizonte    | Jessie Tattoo                 |                              | Rede Globo        |
| 2015    | Na Mira do Crime     | Sandra Martinelli (Sandrinha) |                              | RecordTV          |
| 2015    | Psi                  | Harumi                        | Episódio: "O Abrigo"         | HBO Brasil        |
| 2016    | Lili, a Ex           | Kyoko Shibata                 | Episódio: "Horoscope"        | GNT               |
| 2016    | Sol Nascente         | Yumi Tanaka                   |                              | Rede Globo        |
| 2018    | Orgulho e Paixão     | Mariko                        |                              | Rede Globo        |
| 2018    | (Des)Encontros       | Marina                        | Episódio: "Leandro e Marina" | Canal Sony        |
| 2020    | Encantadores de Pets | Apresentadora                 |                              | Rede Bandeirantes |
| 2020    | Bruce Lee: A Lenda   | Apresentadora                 |                              | Rede Bandeirantes |
| 2021    | Os Ausentes          | Ayumi Fukugawa                |                              | HBO Brasil        |
| 2024    | Volta por Cima       | Yuki                          |                              | Rede Globo        |

### Cinema
| Ano  | Filme                                         | Papel                | Ref.   |
| ---- | --------------------------------------------- | -------------------- | ------ |
| 2015 | Talvez uma História de Amor                   | Carolina             | [ 21 ] |
| 2016 | Mortadelo e Salaminho em Missão Inacreditável | Ofélia (voz)         |        |
| 2019 | My Hero Academia: Dois Heróis                 | Melissa Shield (voz) |        |
| 2020 | Lupin III: O Primeiro                         | Fujiko Mine (voz)    | [ 22 ] |
| 2020 | My Hero Academia 2: A Ascensão dos Heróis     | Slice (voz)          |        |
| 2020 | 10 Horas para o Natal                         | Mãe                  |        |

## Teatro
| Ano  | Título                 | Ref    |
| ---- | ---------------------- | ------ |
| 2015 | Osho – Cracks Of Soul  | [ 23 ] |
| 2015 | A lenda do Vale da Lua | [ 24 ] |